# 乔迪·布朗
乔迪·布朗（英語：Jodi Brown，1981年5月6日—），新西兰女子篮网球运动员。她曾代表新西兰国家队参加2014年英联邦运动会篮网球比赛，获得一枚银牌。